# مركز التوثيق الملكي الهاشمي
مركز التوثيق الملكي الأردني الهاشمي Royal Hashemite Documentation Center (RHDC) تأسس بإرادة ملكية سامية من الملك عبد الله الثاني بن الحسين،. تأسس عام 2005 وبإشراف سمو الأمير علي بن نايف رئيس مجلس أمناء المركز. يهدف المركز إلى تحقيق المحافظة على الذّاكرة الوطنية والقوميّة لآل البيت عامة والوثائق الهاشمية خاصة، وبتاريخهم وتاريخ البُلْدان التي كان لهم شرف خدمتها وخدمة شعوبها، والتَّعاون العلمي مع المؤسسات والمراكز العربية والعالمية، ذوات الأهداف المماثلة، وتبادل الخبرات معها، ويهدف المركز إلى جمع الوثائق عن الأردن وآل البيت والمخطوطات بأنواعها، وجمع الصور والمحافظة على الوثائق الهاشمية والتسجيلات وصيانتها وتصنيفها وفهرستها وفقاً للأصول العلمية.  يشرف على المركز مجلس للامناء يتم تعيينه من قبل رئيس مجلس الامناء

## اهداف المركز
يهدف المركز ضمن برامجه إلى تحقيق الاهداف التالية: 
- جمع الوثائق عن الأردن وآل البيت بما في ذلك المراسلات والمذكرات الشخصية والملفات الرسمية والخاصة والمخطوطات بأنواعها وكل ما هو مطبوع أو مخطوط[3]
- حفظ المخطوطات والنسب الشريف لآل البيت.
- المحافظة على الوثائق الهاشمية والتسجيلات وصيانتها وتصنيفها.
- جمع الصور والوثائق التاريخية المأخوذة للأردن وآل البيت حسبما تسمح الظروف بذلك.
- حفظ هذه المجموعات من الوثائق التاريخية والمخطوطات والصور وتوثيقها وفهرستها وتصنيفها وفقاً للأصول العلمية المتبعة لهذه الغايات لتسهيل مهمة الباحثين الراغبين في الاستفادة منها.
- التعاون والتنسيق وتبادل الخبرات مع المراكز العالمية والعربية وذات العلاقة.
- إجراء البحوث والدراسات واصدار نشرة توثيقية واستخدام وسائل النشر والاتصالات الالكترونية لصالح المركز.
- معالجة الوثائق والمخطوطات والصور وترميمها والمحافظة عليها.
- عقد المؤتمرات والندوات الخاصة وتنظيمها وذلك بالتعاون مع المراكز العربية والعالمية.

## رؤساء المركز
يراس المركز مديرا له يشرف على أعمال المركز: و اقتراح الخطط والبرامج ومتابعة تنفيذها وتقييمها بما يكفل تحقيق أهدافه.وإعداد الموازنة السنوية للمركز ووضع أسس وبرامج تدريب وتأهيل الموظفين، ووضع الهيكل التنظيمي للمركز، ورفع تقرير دوري إلى مجلس الأمناء.
|   | اسم المدير          | من   | إلى  | ملاحظات |
| - | ------------------- | ---- | ---- | ------- |
| 1 | محمد عيسى العدوان   | 2005 | 2009 |         |
| 2 | صخر كامل العجلوني   | 2009 | 2011 |         |
| 3 | محمد قبلان القطارنة | 2011 | 2019 |         |
| - | بسام رزق أبو رزق    | 2019 | 2019 |         |
| 4 | د مهند المبيضين     | 2019 | الان |         |

## مجلس الامناء
يشرف على مركز التوثيق الملكي لتنفيذ الاهداف المرادة منه مجلس الأمناء ويتكون من رئيس وعدد من الأعضاء يتم تعيينهم من قبل الأمير علي بن نايف رئيس مجلس الامناء، لمدة أربع سنوات. وقد تم تعيين خمسة مجالس للامناء منذ تأسيس المركز (2005-2021):

### المجلس الأول
تم تشكيل مجلس الامناء الأول بتارخ 1 يونيو 2005 وتكون من السادة:
السيد ابراهيم عز الدين، الاستاذ سليمان الموسى، سماحة عز الدين الخطيب التميمي، والذكتور عدنان بدران.

### المجلس الثاني
تم تشكيل مجلس الامناء الثاني بتاريخ 1 ديسمبر 2008 وتكون من السادة: الشريف فواز شرف، المهندس صخر العجلوني، السيد أمجد العضايلة، الدكتور «محمد عدنان» البخيت، الشريف هزاع بن شاكر، الشريف عصام بن ناهض

### المجلس الثالث
تم تشكيل مجلس الامناء الثالث عام 2013 وتكون من السادة : السيد حمدي الطباع، الشريف عصام بن ناهض، الشريف فواز شرف، الدكتورهاني صبحي العمد، الدكتور «محمد عدنان» البخيت، الدكتور محمد نوح القضاة.

### المجلس الرابع
تشكل المجلس الرابع من السادة: الشريف فواز شرف، الدكتور محمد أحمد الخلايلة، سماحة الشيخ عبد الكريم الخصاونة، الأستاذ الدكتور عبد السلام العبادي

### المجلس الخامس
تم تشكيل مجلس الامناء الخامس في 1 ديسمبر 2020. 
- د. عبد الناصر أبو البصل
- د. سعد جابر
- د.عبد الحافظ الربطة
- سماحة عبد الحافظ الربطة
- المهندس صخر دودين
- د. حسين سعيد سعيفا
- أ. خالد العرموطي

## روابط خارجية
الموقع الرسمي